# 1259 dans les croisades
- Mamelouks :   Al-Mansur Nur ad-Dîn Ali ben Aybak, Al-Muzaffar Sayf ad-Dîn Qutuz

Cette page regroupe les évènements concernant les Croisades qui sont survenus en 1259 :
- octobre : Abandonné par son beau-père Michel II Doukas, despote d'Epire, Guillaume II de Villehardouin, prince de Morée, est vaincu par Michel VIII Paléologue à Pélagonie et emprisonné[1].
- 12 novembre : Al-Muzaffar Sayf ad-Dîn Qutuz devient sultan mamelouk d'Égypte[2].